# (500238) 2012 JG24
(500238) 2012 JG24 es un asteroide perteneciente al cinturón de asteroides, descubierto el 12 de mayo de 2012 por el equipo del Siding Spring Survey desde el Observatorio de Siding Spring, Nueva Gales del Sur, Australia.

## Designación y nombre
Designado provisionalmente como 2012 JG24.

## Características orbitales
2012 JG24 está situado a una distancia media del Sol de 2,638 ua, pudiendo alejarse hasta 3,124 ua y acercarse hasta 2,152 ua. Su excentricidad es 0,184 y la inclinación orbital 10,24 grados. Emplea 1565,77 días en completar una órbita alrededor del Sol.
Los próximos acercamientos a la órbita de Júpiter se producirán el 28 de febrero de 2083, el 11 de febrero de 2130 y el 17 de enero de 2177, entre otros.

## Características físicas
La magnitud absoluta de 2012 JG24 es 17.